# Randy Halberstadt
Randy Halberstadt (* 1. Mai 1953 in New York City) ist ein amerikanischer Jazzmusiker (Piano, Komposition).

## Leben und Wirken
Halberstadt begann als Posaunist in Odessa (Texas). 1971 zog er nach Seattle, um an der University of Washington Ozeanographie zu studieren. Dort wechselte er zum Musikstudium, wo er aber letztlich die Posaune gegen das Klavier tauschte.
Halberstadt leitet ein eigenes Trio bzw. ein Quintett, mit dem er vor allem im Nordwesten der USA auftritt und fünf Alben veröffentlichte. 1990 gastierte er beim Monterey Jazz Festival mit dem Schlagzeuger Mel Brown. Er konzertierte zudem mit der Seattle Symphony und wirkte als Pianist des Seattle Repertory Jazz Orchestra. Als Pianist begleitete er Vokalisten wie Sheila Jordan, Kevin Mahogany, Dee Daniels, Greta Matassa, Marlena Shaw, Meredith D’Ambrosio, Ernestine Anderson, Nancy Kelly und Jackie Rya. Weiterhin trat er mit Herb Ellis, Buddy DeFranco, Nick Brignola, Terry Gibbs, Slide Hampton, Pete Christlieb, Bobby Shew, Joe LaBarbera, Lanny Morgan, David Friesen, Kim Richmond, Don Lanphere, Jiggs Whigham, Roswell Rudd, Jack Walrath, Gary Smulyan oder Julian Priester auf. Er ist zudem auf Alben von Jon Pugh, Jay Clayton, Gail Pettis, Janis Mann, Clarence Acox und dem Seattle Repertory Jazz Orchestra zu hören.
Halberstadt verfasste das Buch Metaphors for the Musician (2001). Bis 2018 lehrte er als Professor für Jazztheorie am Cornish College of the Arts in Seattle.

## Diskographische Hinweise
- Inner Voice (1991)
- Clockwork (Pony Boy Records, 1995)
- Parallel Tracks (Origin Records, 2004)
- Flash Point (Origin Records, 2010)
- Open Heart (Origin Records, 2018)